# イスラエル独立宣言

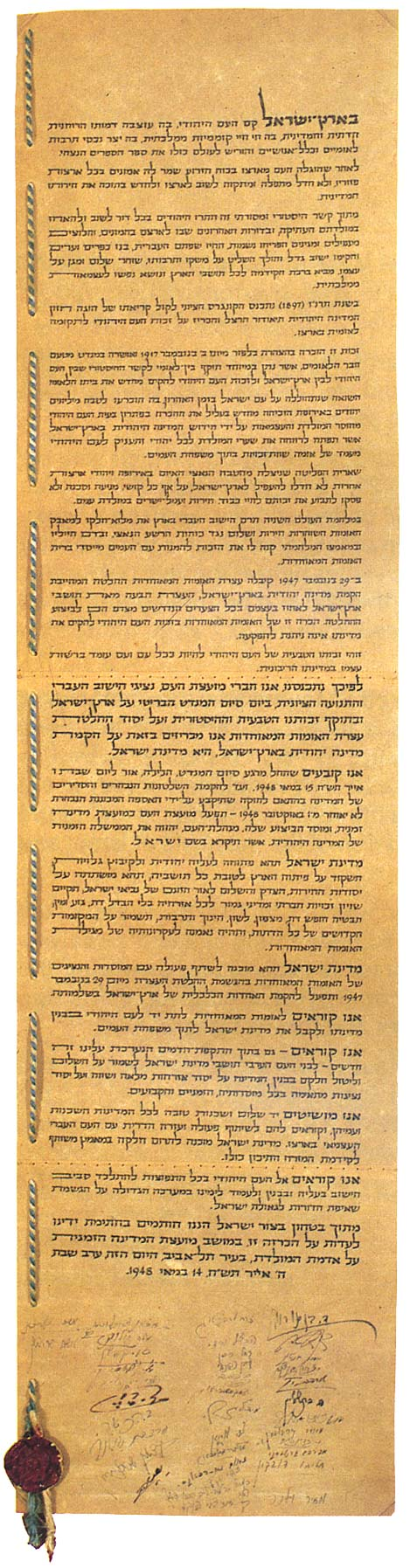
イスラエル独立宣言が書かれた紙

イスラエル独立宣言（イスラエルどくりつせんげん、ヘブライ語：הכרזת העצמאות ハ-フラザット・ハ-アツマウート もしくは מגילת העצמאות メギラット・ハ-アツマウート）とは、1948年5月14日（ユダヤ暦：5708年イヤール5日）にダヴィド・ベン＝グリオンによってテルアビブで発せられた、中東のパレスチナにおけるユダヤ人国家「イスラエル」の建国宣言（独立宣言）である。
現代イスラエルにおいては、ユダヤ暦のイヤール5日にあたる日（毎年変動する）が祝日（ヘブライ語:יום העצמאות ヨム・ハ-アツマウート）になっている。

## 背景

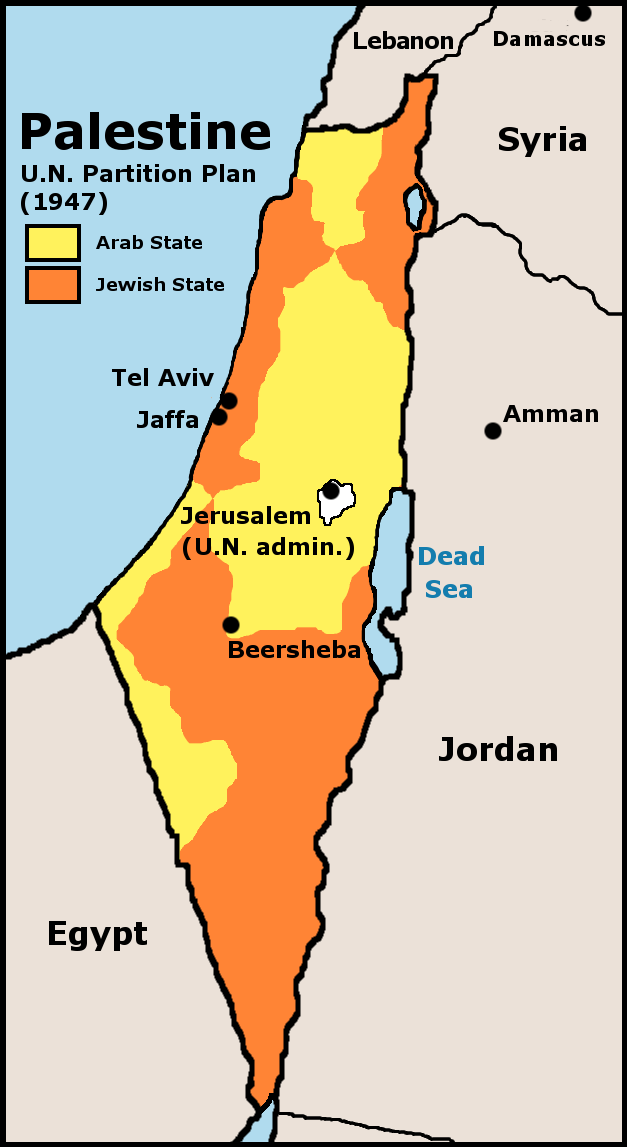
国際連合による1947年に提案されたパレスチナ分割案

ディアスポラが起きて以来、その後の長い歴史の中で自らの国をずっと持っていなかったユダヤ人であるが、19世紀からシオニズムが勃興し、1917年にはイギリス政府によってバルフォア宣言が表明され、シオニズムは支持された。第一次世界大戦終結後の1920年からパレスチナの地は、イギリスの委任統治の下に置かれた（イギリス委任統治領パレスチナ）。
20世紀に入って以降、ユダヤ人の移民が本格的に始まり、アラブ人との衝突も起き始めた。
第二次世界大戦時のホロコーストという悲劇を経て、大戦が終結した頃には、パレスチナのユダヤ人とアラブ人との対立は収拾がつかない状態になっており、イギリスは国際連合に問題の解決を委ねた。
1947年11月29日、国際連合総会はパレスチナ分割決議（国際連合総会決議181）を賛成多数で可決。

## 独立宣言

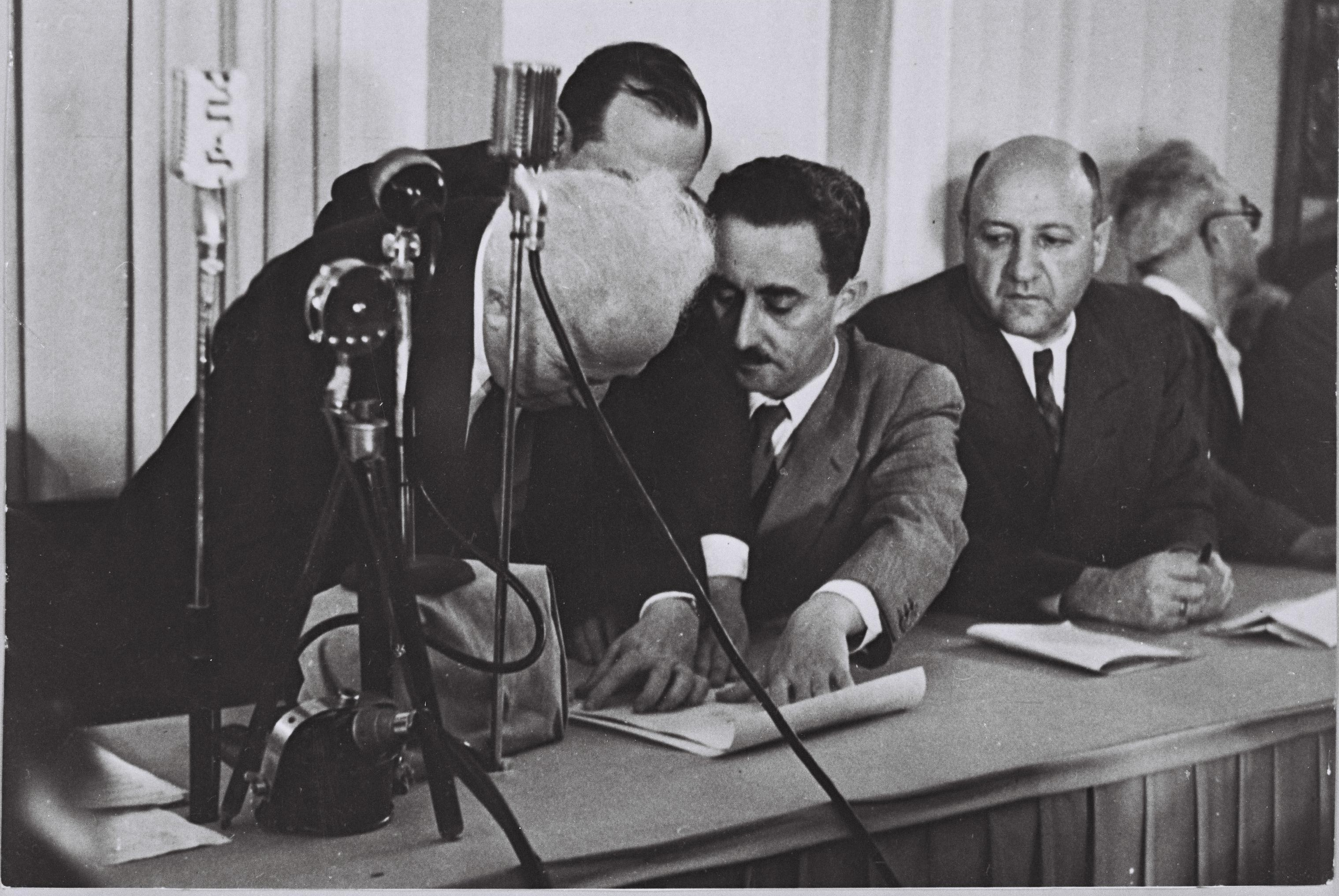
独立宣言が書かれた紙にサインするダヴィド・ベン＝グリオン

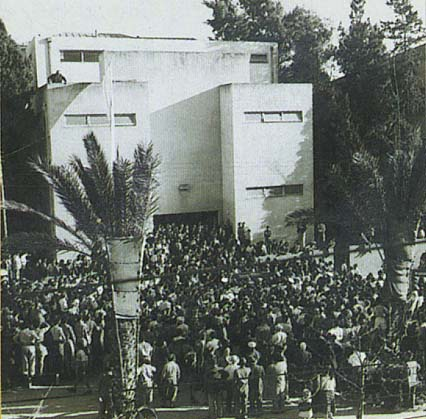
テルアビブ美術館（現在は独立記念館）

イギリス委任統治の最終日である1948年5月14日午後、テルアビブ美術館にてユダヤ人指導者ダヴィド・ベン＝グリオンが独立宣言を読み上げた。「エレツ・イスラエル（イスラエルの地）はユダヤ人誕生の地である」という書き出しから始まるこの宣言が読み上げられた後、ユダヤ人国家「イスラエル」の独立が宣言された。

## その後
当時のアメリカ合衆国大統領ハリー・S・トルーマンは、イスラエル独立宣言後ただちにイスラエルを国家承認した。しかし、アラブ諸国側はイスラエル独立を認めず、第一次中東戦争となり、その後2023年現在にいたるまでパレスチナ問題は解決のめどが立っていない。